# مكثف خزفي

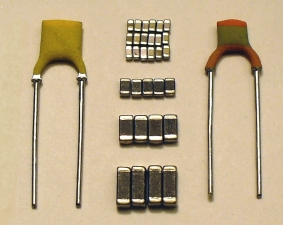
مكثفان سيراميكيان متعددا الطبقات

المكثف السيراميكي مكثف ثابت القيمة يكون خزف فيه بمثابة عازل.
يتكون من طبقتين أو أكثر من خزف وطبقةمعدن تُكوّن قطب كهربائي.تركيبة مادة خزف تحدد السلوك الكهربائي وبالتالي التطبيقات التي يمكن استخدام هذا المكثف فيها وتقسم المكثفات السيراميكية إلى فئتين حسب التطبيق المراد استعماله :
- مكثفات سيراميكية نقدم استقرار عالي وفقدان منخفض وتستخدم في تطبيقات الدائرة الرنانة.
- مكثفات سيراميكية عالية الكفاءة الحجمية

المكثفات السيراميكية وخصوصا المتعدد الطبقات(MLCC)، هي أكثر المكثفات انتاجا ومستخدمة في كثير من الأجهزة الإلكترونية ينتج منها ما يقرب من تريليون قطعة (1000 مليار قطعة) سنويا.